# Teatro Carlo Felice
Teatro Carlo Felice er et operahus i Genova, Italien. Huset bruges til opførelser af opera og ballet samt til koncerter. Teatro Carlo Felice ligger på Piazza De Ferrari.
Huset er opkaldt efter hertugen Carlo Felice og er tegnet af den lokale arkitekt Carlo Barabino. Teateret er opført på det sted, San Domenico-kirken lå; grundstenen blev lagt den 19. marts 1826.

## Historie

### Indvielse
Huset blev indviet med en opførelse af Vincenzo Bellinis opera Bianca e Fernando den 7. april 1828, selvom dele af byggearbejdet ikke var helt færdiggjort. Publikumsrummet kunne rumme 2.500 tilskuere og bestod af fem etager inddelt i 33 bokse hver samt et galleri og et antal ståpladser.
I 1892 deltog teateret i byens fejring af 400-året for Columbus' opdagelse af Amerika. Teatret blev renoveret til lejligheden, og Verdi blev spurgt, om han ville komponere en opera for at markere jubilæet, en ære som komponisten dog afslog.

### Ødelæggelse under krigen og genopbygning
Operahuset blev ændret mange gange i årene fra 1859-1934 og forblev relativt uskadt indtil den 9. februar 1941, hvor et missil fra et britisk krigsskib ramte taget og ødelagde loftet i publikumsrummet, som ellers havde været et unikt eksempel på rokoko med dets malede engle, keruber og andre vingede væsener. Operahuset blev yderligere skadet den 5. august 1943, hvor bomber antændte en brand bag scenen, som dog ikke nåede ind i tilskuerrummet. Et luftangreb i september 1944 forrettede desuden omfattende ødelæggelser på teatrets facade. Krigen gjorde således et smukt operahus til en ruin.
Operahuset blev genopført efter krigen; dets originale facade er søgt genskabt, mens den indre indretning er helt moderne. Huset blev officielt genåbnet i juni 1991 med en hovedscene med plads til 2.000 tilskuere og en intimscene med plads til 200.

## Links
- Teatro Carlo Felices hjemmeside Arkiveret 24. februar 2010 hos  Wayback Machine

44°25′29″N 08°56′06″Ø / 44.42472°N 8.93500°Ø